# Classic Brugge-De Panne 2022
De Belgische wielerwedstrijd Classic Brugge-De Panne werd in 2022 voor de mannen gehouden op woensdag 23 maart en voor de vrouwen op donderdag 24 maart. De start van de onder de naam Exterioo Classic Brugge-De Panne verreden koers was in Brugge en de finish in De Panne.

## Mannen
De 46e editie voor de mannen werd over 207,9 kilometer verreden als onderdeel van de UCI World Tour 2022. De Ier Sam Bennett werd op de erelijst opgevolgd door de Belg Tim Merlier.

### Uitslag
| Plaats  | Naam              | Ploeg              | Tijd     |
| ------- | ----------------- | ------------------ | -------- |
| Winnaar | Tim Merlier       | Alpecin-Fenix      | 4u45'41" |
| 2       | Dylan Groenewegen | BikeExchange Jayco | z.t.     |
| 3       | Nacer Bouhanni    | Arkéa-Samsic       | z.t.     |
| 4       | Max Walscheid     | Cofidis            | z.t.     |
| 5       | Olav Kooij        | Jumbo-Visma        | z.t.     |
| 6       | Arnaud Démare     | Groupama-FDJ       | z.t.     |
| 7       | Simone Consonni   | Cofidis            | z.t.     |
| 8       | Arnaud De Lie     | Lotto Soudal       | z.t.     |
| 9       | Jasper Stuyven    | Trek-Segafredo     | z.t.     |
| 10      | Heinrich Haussler | Bahrain-Victorious | z.t.     |

## Vrouwen
De vijfde editie voor de vrouwen werd over 162,8 kilometer verreden als onderdeel van de UCI Women's World Tour 2022. De Australische Grace Brown werd op de erelijst opgevolgd door de Italiaanse wereldkampioene Elisa Balsamo.

### Deelnemende ploegen
| UCI-World Tourteams                                                                                               | UCI-World Tourteams                                                              | Continentale teams                                                                               | Continentale teams                                                                                   |
| --- | -------------------------------------------------------------------------------- | ------------------------------------------------------------------------------------------------ | --- |
| BikeExchange Jayco Canyon-SRAM DSM FDJ Nouvelle-Aquitaine Futuroscope Human Powered Health Women Liv Racing Xstra | Movistar Roland Cogeas Edelweiss Squad SD Worx Trek-Segafredo UAE Team ADQ Uno-X | AG Insurance NXTG Bingoal Casino-Chevalmeire Ceratizit-WNT Coop-Hitec Products IBCT Le Col-Wahoo | Lotto Soudal Ladies Multum Accountants-LSK Parkhotel Valkenburg Plantur-Pura Valcar-Travel & Service |

### Uitslag
| Plaats  | Naam              | Ploeg                              | tijd     |
| ------- | ----------------- | ---------------------------------- | -------- |
| Winnaar | Elisa Balsamo     | Trek-Segafredo                     | 3u52'11" |
| 2       | Lorena Wiebes     | DSM                                | z.t.     |
| 3       | Marta Bastianelli | UAE Team ADQ                       | z.t.     |
| 4       | Lonneke Uneken    | SD Worx                            | z.t.     |
| 5       | Maria Martins     | Le Col-Wahoo                       | z.t.     |
| 6       | Emma Norsgaard    | Movistar                           | z.t.     |
| 7       | Chiara Consonni   | Valcar-Travel & Service            | z.t.     |
| 8       | Alice Barnes      | Canyon-SRAM                        | z.t.     |
| 9       | Lotte Kopecky     | SD Worx                            | + 3"     |
| 10      | Clara Copponi     | FDJ Nouvelle-Aquitaine Futuroscope | z.t.     |

1977 · 1978 · 1979 · 1980 · 1981 · 1982 · 1983 · 1984 · 1985 · 1986 · 1987 · 1988 · 1989 · 1990 · 1991 · 1992 · 1993 · 1994 · 1995 · 1996 · 1997 · 1998 · 1999 · 2000 · 2001 · 2002 · 2003 · 2003 · 2004 · 2005 · 2006 · 2007 · 2008 · 2009 · 2010 · 2011 · 2012 · 2013 · 2014 · 2015 · 2016 · 2017 · 2018 · 2019 · 2020 · 2021 · 2022 · 2023 · 2024

Lijst van beklimmingen
Ronde van de Verenigde Arabische Emiraten ·
Omloop Het Nieuwsblad ·
Strade Bianche ·
Parijs-Nice · 
Tirreno-Adriatico · 
Milaan-San Remo ·
Ronde van Catalonië ·
Driedaagse Brugge-De Panne ·
E3 Saxo Bank Classic ·
Gent-Wevelgem ·
Dwars door Vlaanderen ·
Ronde van Vlaanderen ·
Ronde van het Baskenland ·
Amstel Gold Race ·
Parijs-Roubaix ·
Waalse Pijl ·
Luik-Bastenaken-Luik ·
Ronde van Romandië ·
Eschborn-Frankfurt ·
Ronde van Italië ·
Critérium du Dauphiné ·
Ronde van Zwitserland ·
Ronde van Frankrijk ·
Clásica San Sebastián ·
Ronde van Polen ·
BEMER Cyclassics ·
Bretagne Classic ·
Benelux Tour ·
Ronde van Spanje ·
GP van Quebec · 
GP van Montreal · 
Ronde van Lombardije ·
Ronde van Guangxi ·
Strade Bianche ·
Ronde van Drenthe ·
Trofeo Alfredo Binda-Comune di Cittiglio ·
Brugge-De Panne ·
Gent-Wevelgem ·
Ronde van Vlaanderen ·
Amstel Gold Race ·
Parijs-Roubaix ·
Waalse Pijl ·
Luik-Bastenaken-Luik ·
Itzulia Women ·
Ronde van Burgos ·
RideLondon Classic ·
The Women's Tour · 
Giro Donne · 
Tour de France Femmes ·
Postnord Vårgårda WestSweden · 
Ronde van Scandinavië ·
GP de Plouay-Bretagne ·
Simac Ladies Tour ·
Ceratizit Challenge by La Vuelta · 
Ronde van Romandië
Afgelaste wedstrijden: Cadel Evans Great Ocean Road Race · 
Tour of Chongming Island · 
Ronde van Guangxi